# Okręg Valenciennes
Okręg Valenciennes (fr. Arrondissement de Valenciennes) – okręg w północnej Francji. Populacja wynosi 349 tysięcy.

## Podział administracyjny
W skład okręgu wchodzą następujące kantony:
- Anzin,
- Bouchain,
- Condé-sur-l'Escaut,
- Denain,
- Saint-Amand-les-Eaux-Rive droite,
- Saint-Amand-les-Eaux-Rive gauche,
- Valenciennes-Est,
- Valenciennes-Nord,
- Valenciennes-Sud.